# Vojníkov
Vojníkov (en allemand : Wonikau) est une commune du district de Písek, dans la région de Bohême-du-Sud, en République tchèque. Sa population s'élevait à 87 habitants en 2020.

## Géographie
Vojníkov se trouve à 6 km au nord-nord-est de Písek, à 48 km au nord-nord-ouest de České Budějovice et à 83 km au sud-sud-ouest de Prague.

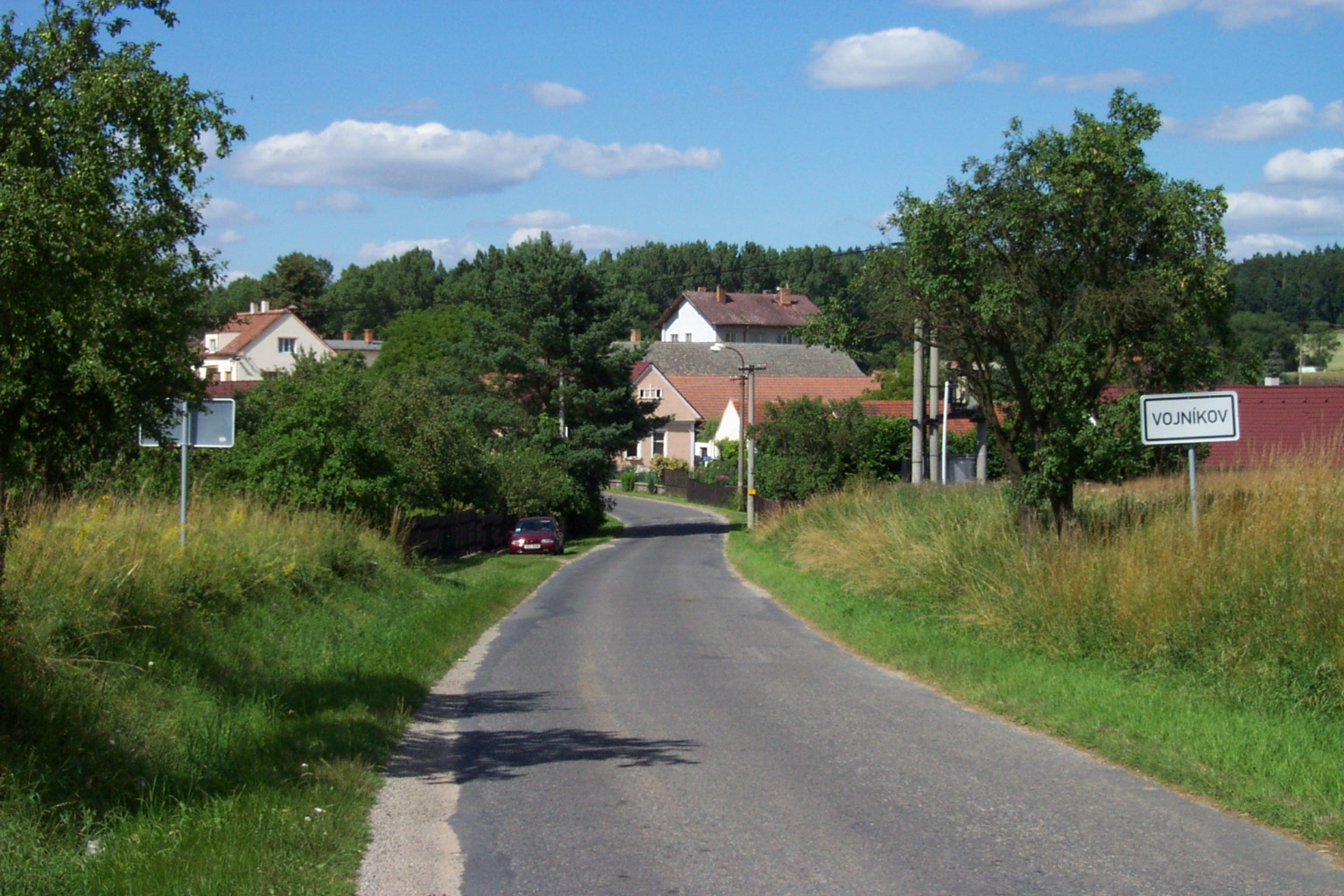
Vojníkov : rue principale.
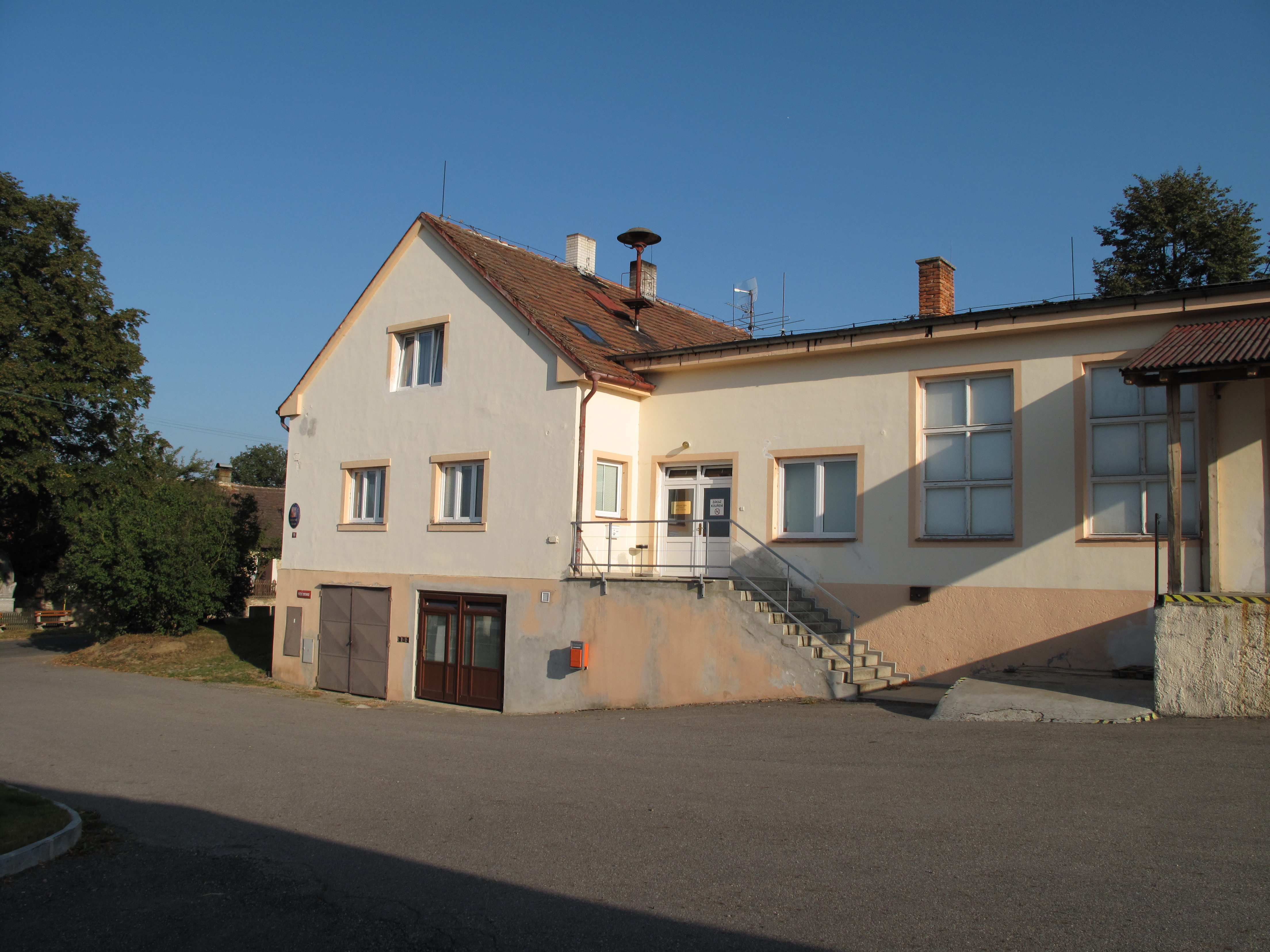
Vojníkov : la mairie.

La commune est limitée par Ostrovec au nord, par Oslov, Vlastec et Záhoří à l'est, par Vrcovice au sud, et par Čížová et Vráž à l'ouest.

## Histoire
De 1850 à 1921, Vojníkov (également Voníkov) fit partie de la commune de Vrcovice.

## Transports
Par la route, Vojníkov se trouve à 7,5 km de Písek, à 59 km de České Budějovice et à 108 km de Prague.